# Amanda Ilestedt
Amanda Ilestedt (ur. 17 stycznia 1993 w Sölvesborgu) – szwedzka piłkarka, występująca na pozycji obrończyni w angielskim klubie Arsenal W.F.C. oraz w reprezentacji Szwecji. Uczestniczka Mistrzostw Świata 2015, 2019 i 2023 oraz Mistrzostw Europy 2022.

## Statystyki

### Klubowe
Na podstawie:
| Klub                   | Sezonów | Liga                    | Liga  | Liga   | Puchar krajowy | Puchar krajowy | Kontynentalne | Kontynentalne | Suma  | Suma   |
| Klub                   | Sezonów | Liga                    | Mecze | Bramki | Mecze          | Bramki         | Mecze         | Bramki        | Mecze | Bramki |
| ---------------------- | ------- | ----------------------- | ----- | ------ | -------------- | -------------- | ------------- | ------------- | ----- | ------ |
| FC Rosengård           | 7       | Damallsvenskan          | 114   | 5      | 4              | 0              | 20            | 1             | 138   | 6      |
| Vittsjö GIK            | 1       | ?                       | 1     | 0      | 0              | 0              | –             | –             | 1     | 0      |
| 1. FFC Turbine Potsdam | 3       | Frauen-Bundesliga       | 35    | 2      | 5              | 0              | –             | –             | 40    | 2      |
| Bayern Monachium       | 2       | Frauen-Bundesliga       | 32    | 5      | 4              | 0              | 10            | 0             | 46    | 5      |
| Paris Saint-Germain    | 2       | Division 1 Féminine     | 29    | 1      | 4              | 1              | 16            | 1             | 49    | 3      |
| Arsenal W.F.C.         | 1       | FA Women’s Super League | 12    | 1      | 3              | 2              | 2             | 0             | 17    | 3      |
|                        | Łącznie | Łącznie                 | 230   | 14     | 20             | 3              | 54            | 2             | 304   | 18     |

### Reprezentacyjne
Na podstawie:
| Mecze i gole w reprezentacji podczas Mistrzostw Świata 2015 | Mecze i gole w reprezentacji podczas Mistrzostw Świata 2015 | Mecze i gole w reprezentacji podczas Mistrzostw Świata 2015 | Mecze i gole w reprezentacji podczas Mistrzostw Świata 2015 | Mecze i gole w reprezentacji podczas Mistrzostw Świata 2015 | Mecze i gole w reprezentacji podczas Mistrzostw Świata 2015 | Mecze i gole w reprezentacji podczas Mistrzostw Świata 2015 | Mecze i gole w reprezentacji podczas Mistrzostw Świata 2015 |
| Lp.                                                         | Data                                                        | Miasto                                                      | Przeciwnik                                                  | Wynik                                                       | Gole                                                        | Inne                                                        | Faza rozgrywek                                              |
| ----------------------------------------------------------- | ----------------------------------------------------------- | ----------------------------------------------------------- | ----------------------------------------------------------- | ----------------------------------------------------------- | ----------------------------------------------------------- | ----------------------------------------------------------- | ----------------------------------------------------------- |
| 1.                                                          | 08.06.2015                                                  | Winnipeg                                                    | Nigeria                                                     | 3:3 (2:0)                                                   |                                                             |                                                             | Faza grupowa                                                |
| 2.                                                          | 13.06.2015                                                  | Winnipeg                                                    | Stany Zjednoczone                                           | 0:0 (0:0)                                                   |                                                             |                                                             | Faza grupowa                                                |
| 3.                                                          | 17.06.2015                                                  | Edmonton                                                    | Australia                                                   | 1:1 (1:1)                                                   |                                                             |                                                             | Faza grupowa                                                |
| 4.                                                          | 20.06.2015                                                  | Ottawa                                                      | Niemcy                                                      | 1:4 (0:2)                                                   |                                                             | 35'                                                         | 1/8 finału                                                  |

| Mecze i gole w reprezentacji podczas Mistrzostw Świata 2019 | Mecze i gole w reprezentacji podczas Mistrzostw Świata 2019 | Mecze i gole w reprezentacji podczas Mistrzostw Świata 2019 | Mecze i gole w reprezentacji podczas Mistrzostw Świata 2019 | Mecze i gole w reprezentacji podczas Mistrzostw Świata 2019 | Mecze i gole w reprezentacji podczas Mistrzostw Świata 2019 | Mecze i gole w reprezentacji podczas Mistrzostw Świata 2019 | Mecze i gole w reprezentacji podczas Mistrzostw Świata 2019 |
| Lp.                                                         | Data                                                        | Miasto                                                      | Przeciwnik                                                  | Wynik                                                       | Gole                                                        | Inne                                                        | Faza rozgrywek                                              |
| ----------------------------------------------------------- | ----------------------------------------------------------- | ----------------------------------------------------------- | ----------------------------------------------------------- | ----------------------------------------------------------- | ----------------------------------------------------------- | ----------------------------------------------------------- | ----------------------------------------------------------- |
| 1.                                                          | 20.06.2019                                                  | Hawr                                                        | Stany Zjednoczone                                           | 0:2 (0:1)                                                   |                                                             |                                                             | Faza grupowa                                                |
| 2.                                                          | 29.06.2019                                                  | Rennes                                                      | Niemcy                                                      | 2:1 (1:1)                                                   |                                                             |                                                             | Ćwierćfinał                                                 |
| 6.                                                          | 06.07.2019                                                  | Nicea                                                       | Anglia                                                      | 2:1 (2:1)                                                   |                                                             |                                                             | Mecz o 3. miejsce                                           |

| Mecze i gole w reprezentacji podczas Mistrzostw Świata 2023 | Mecze i gole w reprezentacji podczas Mistrzostw Świata 2023 | Mecze i gole w reprezentacji podczas Mistrzostw Świata 2023 | Mecze i gole w reprezentacji podczas Mistrzostw Świata 2023 | Mecze i gole w reprezentacji podczas Mistrzostw Świata 2023 | Mecze i gole w reprezentacji podczas Mistrzostw Świata 2023 | Mecze i gole w reprezentacji podczas Mistrzostw Świata 2023 | Mecze i gole w reprezentacji podczas Mistrzostw Świata 2023 |
| Lp.                                                         | Data                                                        | Miasto                                                      | Przeciwnik                                                  | Wynik                                                       | Gole                                                        | Inne                                                        | Faza rozgrywek                                              |
| ----------------------------------------------------------- | ----------------------------------------------------------- | ----------------------------------------------------------- | ----------------------------------------------------------- | ----------------------------------------------------------- | ----------------------------------------------------------- | ----------------------------------------------------------- | ----------------------------------------------------------- |
| 1.                                                          | 23.07.2023                                                  | Wellington                                                  | Południowa Afryka                                           | 2:1 (0:0)                                                   | 90'                                                         |                                                             | Faza grupowa                                                |
| 2.                                                          | 29.07.2023                                                  | Wellington                                                  | Włochy                                                      | 5:0 (3:0)                                                   | 39', 50'                                                    |                                                             | Faza grupowa                                                |
| 3.                                                          | 02.08.2023                                                  | Hamilton                                                    | Argentyna                                                   | 2:0 (0:0)                                                   |                                                             |                                                             | Faza grupowa                                                |
| 4.                                                          | 06.08.2023                                                  | Melbourne                                                   | Stany Zjednoczone                                           | 0:0 (k.5:4)                                                 |                                                             |                                                             | 1/8 finału                                                  |
| 5.                                                          | 11.08.2023                                                  | Auckland                                                    | Japonia                                                     | 2:1 (1:0)                                                   | 32'                                                         |                                                             | Ćwierćfinał                                                 |
| 6.                                                          | 15.08.2023                                                  | Auckland                                                    | Hiszpania                                                   | 1:2 (0:0)                                                   |                                                             |                                                             | Półfinał                                                    |
| 7.                                                          | 20.08.2023                                                  | Brisbane                                                    | Australia                                                   | 2:0 (1:0)                                                   |                                                             |                                                             | Mecz o 3. miejsce                                           |

## Sukcesy
Na podstawie:

### Klubowe
- Liga Mistrzyń UEFA 2024/25
- Mistrzyni Niemiec 2020/21
- Mistrzyni Szwecji 2010, 2011, 2013, 2014, 2015
- Puchar Francji 2021/22
- Puchar Szwecji 2015/16
- FA Women's League Cup 2023/24
- Superpuchar Szwecji 2012, 2015, 2016

### Reprezentacyjne
- III miejsce na Mistrzostwach Świata 2019 i 2023
- Wicemistrzostwo olimpijskie: 2020
- Mistrzyni Europy U-19 2012